# Rosemarie Tietze
Rosemarie Tietze (* 3. November 1944 in Oberkirch, Baden) ist eine deutsche Literaturübersetzerin, Dolmetscherin und Dozentin.

## Leben und Werk
Rosemarie Tietze wuchs in Oberkirch auf und studierte in Köln, Wien und München Theaterwissenschaft, Slawistik und Germanistik. 1969/70 verbrachte sie einen einjährigen Forschungsaufenthalt an der Moskauer Theaterhochschule (GITIS). Nach einem Zusatzstudium am Sprachen & Dolmetscher Institut München legte sie 1972 die Staatsprüfung als Übersetzerin und Dolmetscherin für Russisch ab.
Zunächst in Wissenschaft, Wirtschaft und Kultur vorwiegend als Dolmetscherin tätig, konnte sie gegen Ende der 70er Jahre als Literaturübersetzerin Fuß fassen. In den Jahren 1984 bis 2009 unterrichtete sie am Münchner Sprachen- und Dolmetscherinstitut. Sie leitet Fortbildungsseminare für Literaturübersetzer. Im Sommersemester 2012 hatte sie eine Gastprofessur am Deutschen Literaturinstitut Leipzig inne, im Wintersemester 2012/13 die August-Wilhelm-von-Schlegel-Gastprofessur für Poetik der Übersetzung am Peter-Szondi-Institut der FU Berlin.
Daneben präsentiert Rosemarie Tietze russische Autoren und die Übersetzungskunst auf Lesungen und in den Medien, z. B. in der Veranstaltungsreihe „Übersetzerprofile“; sie arbeitete an Fernsehsendungen von Alexander Kluge mit.
Sie hat sich außerdem für ihre Berufsgruppe in großem Umfang eingesetzt. 1976–1988 war sie ehrenamtlich Vorstandsmitglied im Verband deutschsprachiger Übersetzer literarischer und wissenschaftlicher Werke VdÜ; 1981–1989 arbeitete sie in der Redaktion von dessen Zeitschrift „Der Übersetzer“ (heute „Übersetzen“). Von 1994 bis 2001 war sie Präsidentin des Freundeskreises zur internationalen Förderung literarischer und wissenschaftlicher Übersetzungen. Sie war Initiatorin und von 1997 bis 2009 Vorsitzende des Deutschen Übersetzerfonds.
Tietze hat eine von ihr konzipierte Münchener Veranstaltungsreihe „Übersetzerprofile“ genannt:

„Das Oeuvre eines Übersetzers, so viele unterschiedliche (Ursprungs-)Autoren es aufweisen mag, verbindet ein gewisses Etwas, ein eigener sprachlicher Fingerabdruck, eine eigene Auffassung vom Übersetzen. Das wird deutlich, wenn Übersetzer mit Passagen aus verschiedenen Büchern Auskunft über ihre Übersetzungspraxis und ihr Selbstverständnis geben. Derart in Schattenriss und Profil wurden im Literaturhaus München zwischen 2008 und 2012 acht Übersetzerinnen und Übersetzer vorgestellt, unter ihnen Susanne Lange, Elisabeth Edl, Terézia Mora und Kristof Magnusson.“

Rosemarie Tietze wohnt in München und Oberkirch. Sie ist Mitglied im PEN-Zentrum Deutschland sowie Lehrbeauftragte für den Master-Studiengang „Literarisches Übersetzen“ an der Ludwig-Maximilians-Universität München, angesiedelt im Fachbereich Slawische Philologie.

## Auszeichnungen
- 1990  Johann-Friedrich-von-Cotta-Literatur- und Übersetzerpreis der Landeshauptstadt Stuttgart
- 1995  Johann-Heinrich-Voß-Preis für Übersetzung
- 2003  Übersetzerpreis der Landeshauptstadt München
- 2005  Übersetzer-Stipendium der Dialog-Werkstatt Zug
- 2008  Brücke Berlin Literatur- und Übersetzerpreis (zusammen mit Andrej Bitow für „Das Puschkinhaus“)
- 2010  Paul-Celan-Preis des Deutschen Literaturfonds
- 2012/2013 August-Wilhelm-von-Schlegel-Gastprofessur FU Berlin, Szondi-Institut (Wintersemester)
- 2013  Verdienstkreuz 1. Klasse der Bundesrepublik Deutschland.[5]
- 2014  Stipendium des Deutschen Literaturfonds
- 2017  Deutscher Sprachpreis
- 2018  Literaturpreis der Stahlstiftung Eisenhüttenstadt
- 2021 Pro meritis scientiae et litterarum[6]
- 2024 Arbeitsstipendium des Freistaates Bayern für literarische Übersetzerinnen und Übersetzer[7]

## Übersetzungen
- Wassili Axjonow: Der rosa Eisberg oder Auf der Suche nach der Gattung. Ullstein, Berlin 1981; Fischer Taschenbuch, Frankfurt 1991
- Andrej Bitow: Mensch in Landschaft. Eine Pilgerfahrt. Rowohlt Berlin 1994; Rowohlt Taschenbuch, Reinbek 1997
- Andrej Bitow: Puschkins Hase. Insel, Frankfurt a. M. und Leipzig 1999
- Andrej Bitow: Armenische Lektionen. Eine Reise aus Russland. Suhrkamp, Frankfurt a. M. 2002
- Andrej Bitow: Georgisches Album. Auf der Suche nach Heimat. Suhrkamp, Frankfurt a. M. 2003; Erweiterte Neuausgabe mit Fotos von Guram Tsibakhashvili, Suhrkamp, Berlin 2017
- Andrej Bitow: Geschmack. Suhrkamp, Frankfurt a. M. 2004
- Andrej Bitow: Pobeda (1945–2005) Der Sieg. Futurum BM, Moskau 2005
- Andrej Bitow: Das Puschkinhaus. Roman. Suhrkamp, Frankfurt a. M. 2007
- Andrej Bitow: Der Symmetrielehrer. Roman. Suhrkamp, Berlin 2012
- Andrej Bitow: Leben bei windigem Wetter. Suhrkamp, Berlin 2021
- Die großen Brände. Ein Roman von 25 Autoren, hrsg. v. Fritz Mierau. Ullstein, Berlin 1982; Ullstein Taschenbuch, Berlin 1997
- Fjodor Dostojewski: Der Großinquisitor. dtv zweisprachig, München 1981; 2. Aufl. 1993; 3. Aufl. 2006
- Juri Felsen: Getäuscht, Kiepenheuer & Witsch, Köln 2025, ISBN 978-3-462-00631-5
- Reso Gabriadse: Gabriadse. Der Malerpoet Georgiens. Sieveking Verlag, München 2018
- Gaito Gasdanow: Das Phantom des Alexander Wolf. Roman. Hanser, München 2012; dtv, München 2014
- Gaito Gasdanow: Ein Abend bei Claire. Roman. Hanser, München 2014; dtv, München 2017
- Gaito Gasdanow: Glück. Edition 5plus, 2014; Hanser Box, 2016
- Gaito Gasdanow: Die Rückkehr des Buddha. Roman. Hanser, München 2016; dtv, München 2017
- Boris Pasternak: Olga Freudenberg: Briefwechsel 1910 - 1954. S. Fischer, Frankfurt 1986
- Jewgeni Popow: Das Herz des Patrioten oder Diverse Sendschreiben an Ferfitschkin. Roman. S. Fischer, Frankfurt a. M. 1991
- Boris Schitkow: Wiktor Wawitsch. Roman. Hanser, München 2003; Rowohlt Taschenbuch, Reinbek 2005
- Andrej Tarkowski: Opfer. Die Erzählung. Schirmer/Mosel, München 1987
- Lew Tolstoi: Anna Karenina. Roman in acht Teilen. Hanser, München 2009; dtv, München 2011
- Lew Tolstoi: Krieg im Kaukasus: Die kaukasische Prosa. Suhrkamp, Berlin 2018

### Herausgeberin und Übersetzerin
- Andrej Bitow: Das Licht der Toten. Erinnerungen an die Realität. Luchterhand, Frankfurt a. M. 1990
- Ludmila Petruschewskaja: Cinzano. Theaterstück in zwei Teilen. Luchterhand, Frankfurt a. M. 1989
- Jewgeni Popow: Wie es mit mir bergab ging. Erzählungen. Fischer Taschenbuch, Frankfurt a. M. 1997
- Gaito Gasdanow: Schwarze Schwäne. Erzählungen. Hanser, München 2021[8]; dtv, München 2023
- Alexander Puschkin: Puschkin in Quarantäne. Ausgewählt, übersetzt und kommentiert von Rosemarie Tietze. Friedenauer Presse, Berlin 2022

### Herausgeberin und Mitübersetzerin
- Vsevolod Meyerhold: Theaterarbeit 1917–1930. Hanser, München 1974
- Neue Literatur aus Rußland. Die eigene Sicht. Akzente, Heft 5, Oktober 2003
- Weiße Städte. Sibirische Erzählungen der Gegenwart. Piper, München 1991

### Mitübersetzerin
- Maja Turowskaja: Vorwärts in die Vergangenheit. Russlands Sturz ins 21. Jahrhundert. Vorwerk 8, Berlin 2016
- Gidon Kremer: Briefe an eine junge Pianistin. Braumüller, Wien 2013
- Moskau-Berlin. Stereogramme. Hrsg. Tilman Spengler. Berlin Verlag, Berlin 2001
- Vladimir Nabokov: Dramen. Gesammelte Werke, Band 15,1. Hrsg. Dieter E. Zimmer. Rowohlt, Reinbek 2000
- Muschiks Underground. Neue russische Prosa aus der Moskauer Zeitschrift Solo. Hrsg. Holt Meyer, Alexander Michailow. Piper, München 1993
- Vladimir Nabokov: Erzählungen I. 1921–1934. Gesammelte Werke, Band 12. Hrsg. Dieter E. Zimmer. Rowohlt, Reinbek 1989; Rowohlt Taschenbuch, Reinbek 1999
- Russische Ostergeschichten. Hrsg. Bernd Rullkötter. Herder, Freiburg 1984
- S. A. Tolstaja, Tagebücher. Athenäum Verlag, Königstein; wieder Fischer-Taschenbuch-Verlag, Frankfurt 1986; wieder Rütten & Loening, Berlin 1988

1. Tagebücher 1869–1897. Zuerst 1982
2. Tagebücher 1898–1910. Zuerst 1983

### Theater und Hörspiele
- Andrej Bitow: Wenn der Mensch spielt, dann spielt er. Andrej Bitow interviewt A. Puschkin. Hörspiel, SWF 1992
- Grigori Gorin: Die lautere Wahrheit oder Der Flug der gebratenen Ente. Komische Fantasie. Drei Masken, München 1980
- Grigori Gorin: Der letzte Tod von Jonathan Swift. Theaterfantasie in zwei Teilen. Drei Masken, München 1986
- Grigori Gorin: Kean IV. Tragikomödie in zwei Teilen. Drei Masken, München 1992
- Grigori Gorin: "Die Pest auf eure beiden Häuser!" Tragikomödie in zwei Teilen. Drei Masken, München 2005
- Jewgeni Jewtuschenko: Jeder Mensch ist eine Supermacht. Hörspiel, WDR 1984
- Ludmila Petruschewskaja: Liebe / Kommen Sie in die Küche. Zwei Einakter. Drei Masken, München 1980
- Ludmila Petruschewskaja: Zwei Fensterchen. Märchenstück in einem Akt, sechs Bildern. Stückgut, München 1987
- Ludmila Petruschewskaja: Der Schneider und die Zauberin oder Ein Koffer voller Krimskrams. Märchen in vier Bildern. Stückgut, München 1987
- Ljudmila Petruschewskaja: Frau eins, Frau zwei. Hörspiel, WDR 1995
- Jewgeni Popow: Glück in Ewigkeit. Jewgeni Popow interviewt den Homo sovieticus. Hörspiel, SWF 1993
- Alexander Puschkin: "Das Festmahl zur Zeit der Pest". Drei Masken, München 2020
- Alexander Puschkin: "Mozart und Salieri". "Der steinerne Gast". "Der geizige Ritter". Drei Masken, München 2021
- Viktor Slawkin: Mit dem Taxi rund um die Welt. Drei Masken, München 2002
- Lew Ustinow: Die Holzbahn. Märchen in zwei Akten. Drei Masken, München 1977
- Lew Ustinow: Das gläserne Herz. Märchen in zwei Akten.  Drei Masken, München 1979